# 30837 Steinheil
30837 Steinheil este un asteroid din centura principală de asteroizi.

## Descriere
30837 Steinheil este un asteroid din centura principală de asteroizi. A fost descoperit pe 15 ianuarie 1991 la Tautenburg de Freimut Börngen. Asteroidul prezintă o orbită caracterizată de o semiaxă mare de 3,13 ua, o excentricitate de 0,15 și o înclinație de 15,4° în raport cu ecliptica.